# Partenón (Nashville)
El Partenón de Nashville, Tennessee, es una réplica a escala real del Partenón de Atenas. Se construyó en 1897 como parte de la Exposición del Centenario de Tennessee, en la cual se celebraba el centenario de la unión de este Estado a los Estados Unidos.

## Construcción para la Exposición del Centenario de Tennessee

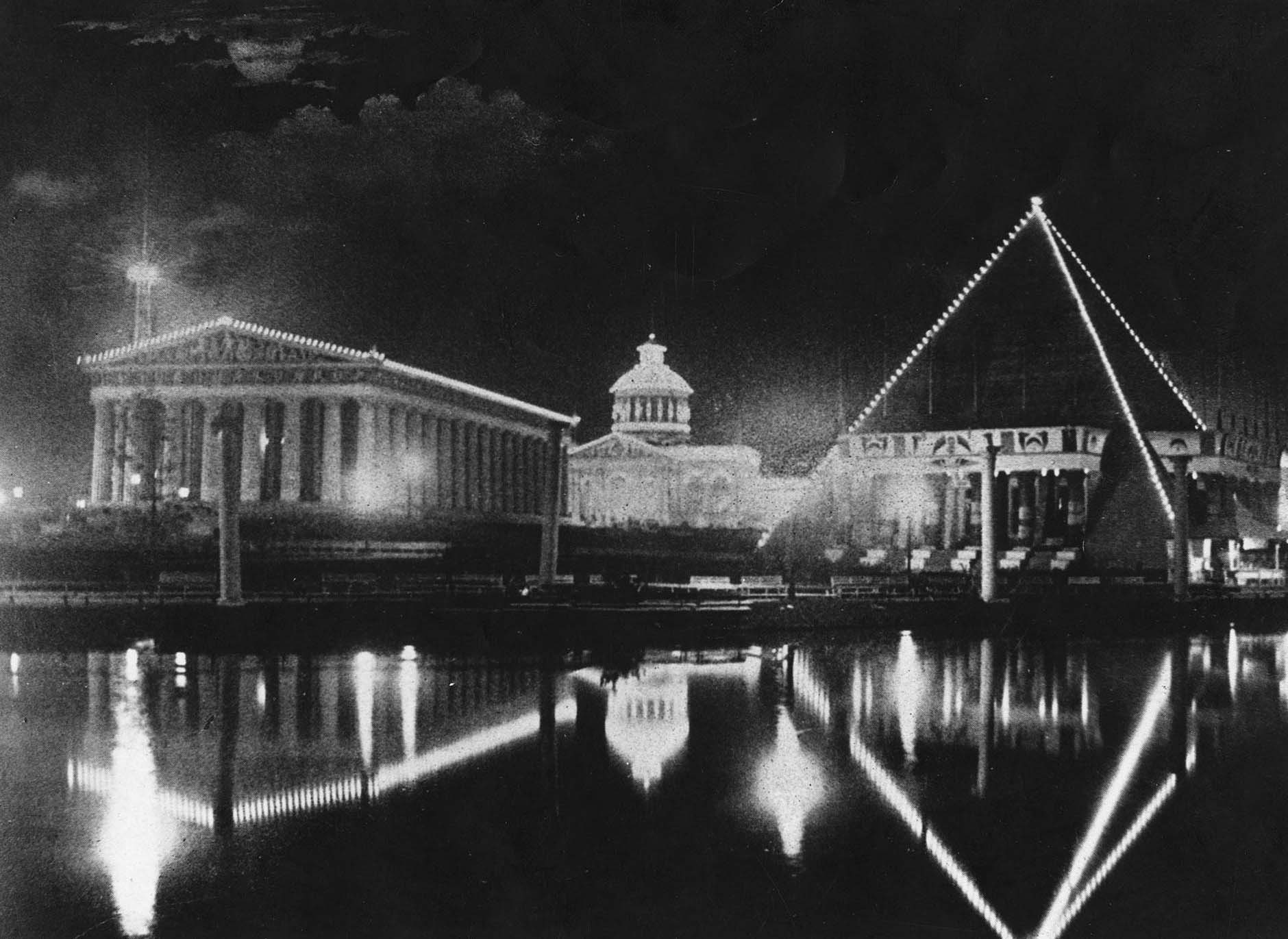
Exposición del Centenario de Tennessee

Se construyó para ser la pieza central de la Exposición de 1897 junto con otros edificios también basados en originales y antiguos monumentos tales como las pirámides de Egipto. Esta primera versión del edificio estaba construida en escayola, madera y ladrillo ya que, en un principio, el edificio iba a ser desmontado una vez terminada la exposición, tal y como se hizo con los demás edificios del Parque del Centenario. Sin embargo, la construcción gustó tanto, por su realismo, que la ciudad de Nashville decidió conservarlo. Como el edificio había sido construido con la intención de demolerlo tras la exposición la construcción no era lo suficiente robusta. Así, en 1920 el monumento fue demolido, y en el lugar que antes ocupaba se construyó una segunda versión construida con hormigón, mucho más estable y fiel al Partenón original. En esta segunda versión participaron numerosos especialistas que estudiaron minuciosamente el Partenón de la Acrópolis de Atenas y los mármoles de Elgin, que actualmente se encuentran en el Museo Británico, realizando reproducciones en yeso de las mismas que son moldes de las esculturas originales que adornaron el Partenón ateniense, las cuales datan del 438 a. C. Además, el monumento posee una decoración policromada igual a la que en teoría poseía el original. Esta réplica del Partenón original ateniense sirve como homenaje al monumento original, considerado la cumbre de la arquitectura griega clásica.

## Estatua de Atenea Pártenos

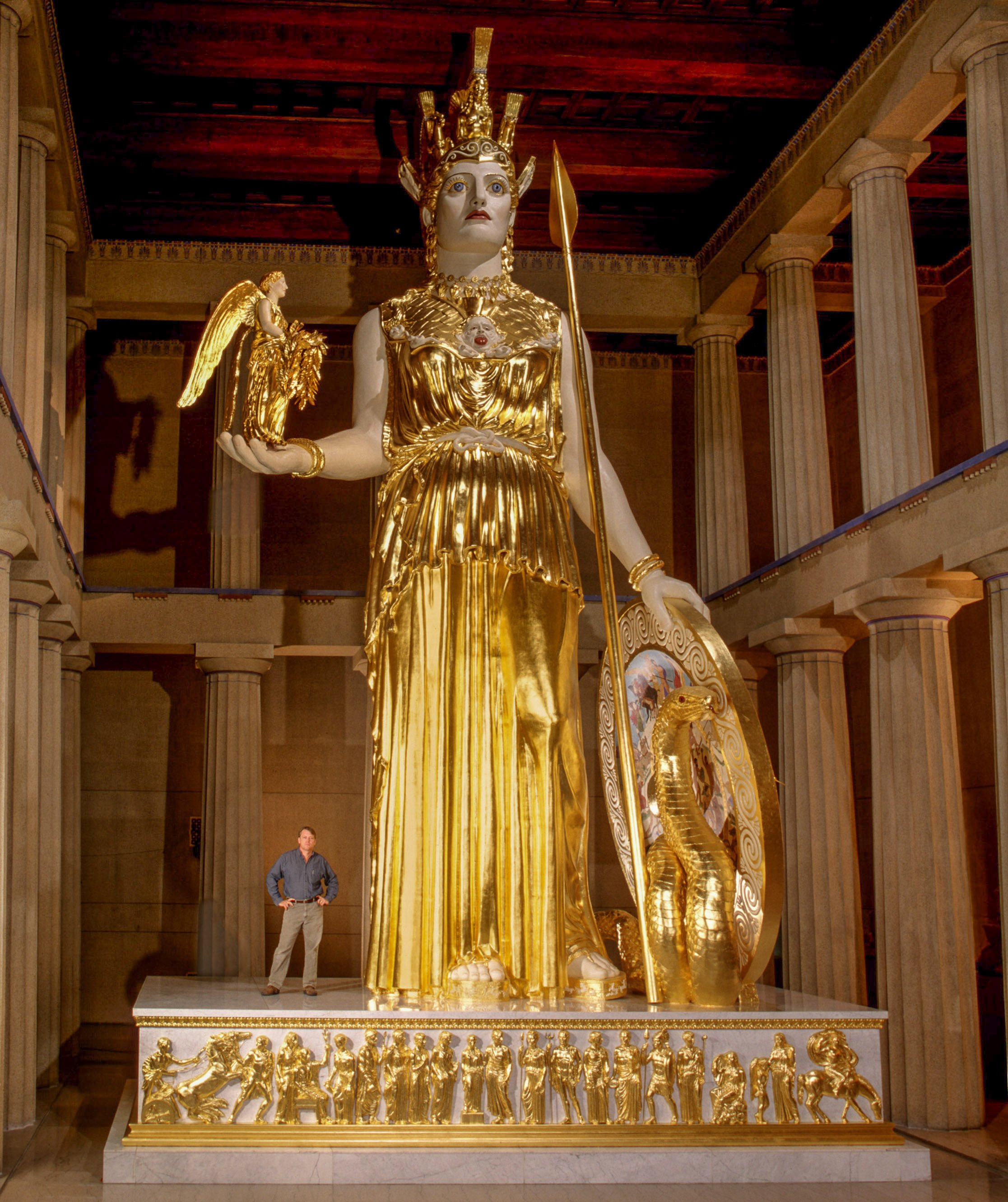
La reconstrucción de la estatua de Atenea Pártenos como luce en la actualidad

La reconstrucción de la estatua de Atenea Pártenos, creada en 1990 por Alan LeQuire, es el centro del Partenón de Nashville, a imitación de la que debió estar en el Partenón original de la antigua Grecia, que fue creada por el escultor griego Fidias. Ha sido reconstruida según se cree que debió ser la original, perdida hace mucho tiempo. Esta estatua tiene una altura de unos 13 m y está recubierta de oro. La escultura representa a la diosa Atenea Pártenos vestida con armadura y casco, con un escudo en su brazo izquierdo, una pequeña estatua representando a la diosa de la victoria en su mano derecha y una colosal serpiente que se alza entre la diosa y su escudo. La escultura, que un principio no era dorada, fue recubierta de oro de 23,75 quilates en 2002. Está considerada la escultura de interior más grande del mundo occidental (hasta 1990 era la de la Virgen Inmaculada de Chignahuapan en México). Al momento de definir sus medidas finales, se tomó la decisión de que los visitantes al entrar quedaran a la altura de los pies de la escultura, lo que hace sentirse muy pequeños ante la diosa.

## Actualmente
Hoy en día, el Partenón permanece como pieza central del Parque del Centenario, un gran parque público situado al oeste del centro de la ciudad, y es utilizado como museo en el cual se hallan cuatro galerías de arte. Este museo de arte posee 63 pinturas de artistas americanos del siglo XIX y XX como colección permanente, donadas por James M. Cowan.
Aparece en una escena de la película Percy Jackson y el ladrón del rayo.